# BE Circuit (Finale)
Das Finale des BE Circuits ist das Abschlussturnier der seit 1987 stattfinden europäischen Wettkampfserie BE Circuit im Badminton. Das Finalturnier fand im Gegensatz zur jährlichen Austragung des Circuits nicht in jedem Jahr statt. In Abhängigkeit vom Sponsoring, Terminplan und der Ausrichterfindung wurde der Circuit in einigen Jahren von diesem Finale abgeschlossen, in anderen Jahren wurden anhand der im Saisonverlauf ermittelten Rangliste die Sieger des Circuits gekürt.

## Austragungsorte
| Saison  | Nr. | Ort                 | Land        |
| ------- | --- | ------------------- | ----------- |
| 1989/90 | I   | Mülheim an der Ruhr | Deutschland |
| 1990/91 | II  | Cottbus             | Deutschland |
| 1991/92 | III | Oberhausen          | Deutschland |
| 2007/08 | IV  | Assen               | Niederlande |
| 2008/09 | V   | Assen               | Niederlande |
| 2009/10 | VI  | Assen               | Niederlande |

## Die Sieger
| Saison    | Herreneinzel           | Dameneinzel       | Herrendoppel                             | Damendoppel                          | Mixed                                |
| --------- | ---------------------- | ----------------- | ---------------------------------------- | ------------------------------------ | ------------------------------------ |
| 1989/1990 | Thomas Stuer-Lauridsen | Elena Rybkina     | nicht ausgetragen                        | nicht ausgetragen                    | nicht ausgetragen                    |
| 1990/1991 | Andrei Antropow        | Elena Rybkina     | nicht ausgetragen                        | nicht ausgetragen                    | nicht ausgetragen                    |
| 1991/1992 | Anders Nielsen         | Elena Rybkina     | nicht ausgetragen                        | nicht ausgetragen                    | nicht ausgetragen                    |
| 1993 2006 | nicht ausgetragen      | nicht ausgetragen | nicht ausgetragen                        | nicht ausgetragen                    | nicht ausgetragen                    |
| 2007/2008 | Marc Zwiebler          | Juliane Schenk    | Kristof Hopp Ingo Kindervater            | Ekaterina Ananina Anastasia Russkikh | Alexandr Nikolaenko Nina Vislova     |
| 2008/2009 | Rajiv Ouseph           | Rachel van Cutsen | Jürgen Koch Peter Zauner                 | Emelie Lennartsson Emma Wengberg     | Vitaliy Durkin Nina Vislova          |
| 2009/2010 | Rune Ulsing            | Ella Diehl        | Mads Conrad-Petersen Mads Pieler Kolding | Maria Helsbøl Anne Skelbæk           | Robin Middleton Mariana Agathangelou |
| 2011 2024 | nicht ausgetragen      | nicht ausgetragen | nicht ausgetragen                        | nicht ausgetragen                    | nicht ausgetragen                    |